# Sidi Laaroussi
Sidi Laaroussi (franska: Sidi Laaroussi (CR), Sidi Laaroussi (Commune Rurale), arabiska: امخاليف) är en kommun i Marocko.   Den ligger i provinsen Essaouira och regionen Marrakech-Safi, i den norra delen av landet, 300 km sydväst om huvudstaden Rabat. Antalet invånare är 13 203.